# إدلغارد بولمان
إدلغارد بولمان (بالألمانية: Edelgard Bulmahn) (و. 1951  م) هي سياسية ألمانية، ولدت في بترسهاغن، هي عضوةٌ الحزب الديمقراطي الاجتماعي الألماني (منذ 1969)، شاركت في الانتخابات الرئاسية الألمانية 2012، والانتخابات الرئاسية الألمانية 2010، والانتخابات الرئاسية الألمانية 1999 ‏، والانتخابات الرئاسية الألمانية 2004، والانتخابات الرئاسية الألمانية 2009، والانتخابات الرئاسية الألمانية 2017، هي عضوةٌ في اللجنة الثلاثية.

## مناصب
تولت منصب عضو في البوندستاغ الألماني (27 أكتوبر 2009–22 أكتوبر 2013)
- عضو في البوندستاغ الألماني (18 أكتوبر 2005–27 أكتوبر 2009)
- عضو في البوندستاغ الألماني (17 أكتوبر 2002–18 أكتوبر 2005)
- عضو في البوندستاغ الألماني (26 أكتوبر 1998–17 أكتوبر 2002)
- عضو في البوندستاغ الألماني (10 نوفمبر 1994–26 أكتوبر 1998)
- عضو في البوندستاغ الألماني (20 ديسمبر 1990–10 نوفمبر 1994)
- عضو في البوندستاغ الألماني (18 فبراير 1987–20 ديسمبر 1990)[9]
- عضو في البوندستاغ الألماني (18 فبراير 1987–20 ديسمبر 1990).

## التعليم
تعلمت في جامعة هانوفر، في تخصص علوم سياسية، ودراسات اللغة الإنجليزية.

## روابط خارجية
- إدلغارد بولمان على موقع مونزينجر (الألمانية)